# Prix du logiciel libre
 (novembre 2021).
Les prix du logiciel libre sont des récompenses respectivement décernées par la Free Software Foundation à une personnalité marquante du logiciel libre, à un projet d'intérêt sociétal depuis 2005, et enfin, depuis 2019, au meilleur nouveau contributeur.

## Historique
Cette distinction décernée annuellement fut créée en 1998 au titre du Prix du logiciel libre pour couronner l’œuvre d’une personne physique qui, à l’échelle internationale, aura contribué de façon éminente à l'avancement du logiciel libre.
En 1999, la cérémonie s'est tenue au Jacob Javits Center à New York, puis, en 2000, au musée d'art et d'histoire du judaïsme de Paris. De 2001 à 2006, le prix pour le développement du logiciel libre était remis lors du Free and Open source Software Developers' European Meeting (FOSDEM). Depuis 2007, les prix sont remis à l'occasion de la conférence LibrePlanet organisée tous les ans à Boston.

## Nominations
Les nominations pour l'année en cours sont ouvertes au début de l'automne sur propositions par email, généralement sur une période d'un mois, période durant laquelle le comité d'attribution n'est pas encore constitué. Les précédents lauréats ne sont pas admissibles à une nouvelle nomination, mais la nomination des précédentes années est possible. Seuls des individus sont admissibles à une nomination au « prix pour le développement des logiciels libres » (pas de projets), et seuls des projets peuvent être nommés au «prix pour le projet d'intérêt social» (et non des individus).

## Comité d'attribution
Le comité d'attribution des prix du logiciel libre est composé des précédents lauréats, de militants du logiciel libre et du président de la FSF, Richard Stallman.

## Les lauréats
Liste des prix :

### Prix pour l'avancement du logiciel libre
- 1998 : Larry Wall, pour ses nombreuses contributions au logiciel libre, en particulier le langage Perl.
- 1999 : Miguel de Icaza, pour la création et le développement du projet GNOME.
- 2000 : Brian Paul, pour la création de la bibliothèque graphique Mesa 3D.
- 2001 : Guido van Rossum, pour la création du langage de programmation Python.
- 2002 : Lawrence Lessig, pour sa promotion du logiciel et de la « culture libre ».
- 2003 : Alan Cox, pour son continuel soutien aux logiciels libres, son opposition clairement exprimée au DMCA (États-Unis), ainsi que l'ensemble de ses contributions au noyau Linux.
- 2004 : Theo de Raadt, pour ses efforts dans l'obtention de drivers et documentations libres des cartes de réseau sans fils.
- 2005 : Andrew Tridgell, pour son travail sur Samba.
- 2006 : Theodore Ts'o, pour son travail sur Kerberos.
- 2007 : Harald Welte, pour sa participation au noyau Linux, son travail sur OpenMoko, et la création du projet gpl-violations.org.
- 2008 : Wietse Venema, pour ses contributions à la sécurité des réseaux informatiques, et la création du serveur de messagerie électronique Postfix.
- 2009 : John Gilmore, pour ses nombreuses contributions et son engagement continuel dans le logiciel libre[4].
- 2010 : Rob Savoye (en) pour le projet Gnash et ses nombreuses contributions en logiciel libre[5].
- 2011 : Yukihiro Matsumoto pour la conception et le développement du langage de programmation Ruby[6].
- 2012 : Fernando Perez, pour son travail sur IPython, et son rôle dans la communauté scientifique Python[7],[8].
- 2013 : Matthew Garrett, pour son travail pour rendre les logiciels libres compatibles avec la norme Unified Extensible Firmware Interface (Secure boot)[9].
- 2014 : Sébastien Jodogne, pour son travail pour faciliter la transmission d'images médicales avec le logiciel Orthanc.
- 2015 : Werner Koch, pour la création et son travail sur GnuPG.
- 2016 : Alexandre Oliva, pour sa promotion des logiciels libres, son travail sur la maintenance de linux-libre et la Rétro-ingénierie de logiciels propriétaires utilisés par les citoyens Brésiliens.
- 2017 : Karen Sandler (en), pour son dévouement au logiciel libre en tant qu'ancienne directrice exécutive de la GNOME Foundation, actuelle directrice exécutive de Software Freedom Conservancy (en), co-organisatrice de Outreachy, et à travers des années d'avis juridique « pro bono »[10].
- 2018 : Deborah Nicholson[11]
- 2019 : Jim Meyering[12],[13]
- 2020 : Bradley M. Kuhn[14]
- 2021 : Paul R. Eggert[15]
- 2022 : Eli Zaretskii[16], contributeur et co-mainteneur du logiciel GNU Emacs
- 2023 : Bruno Haible, reconnu pour son leadership dans le projet Gnulib[17]

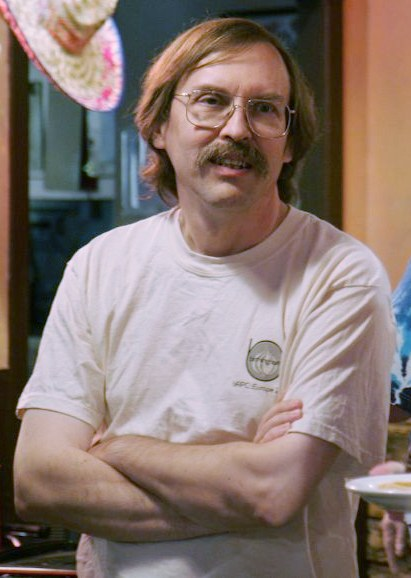
Larry Wall, 1998
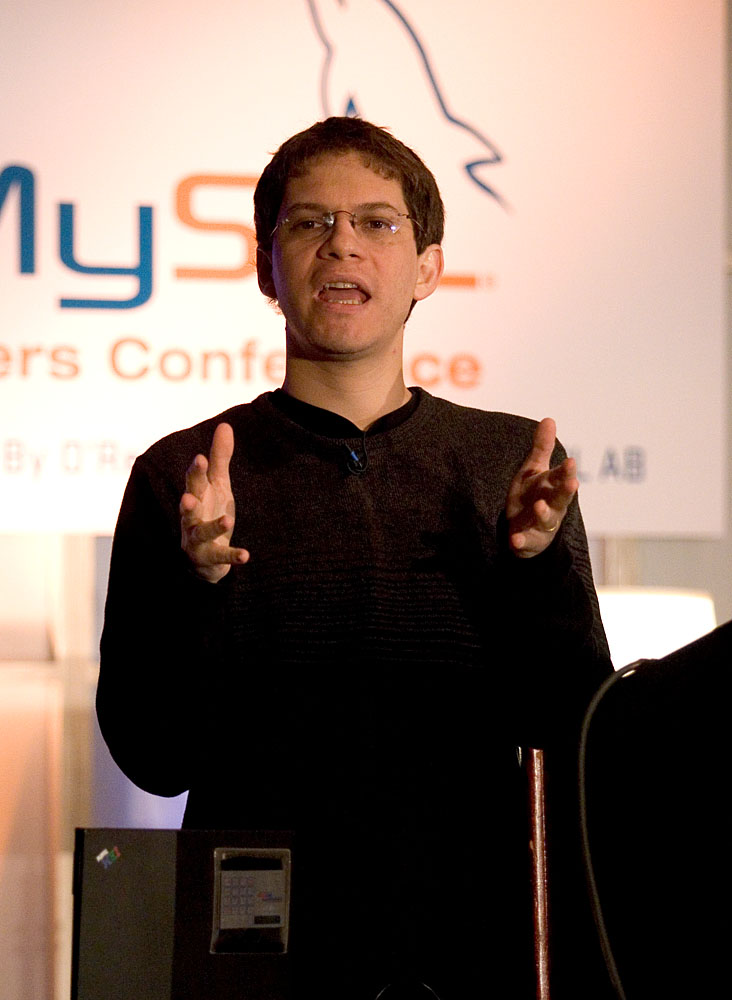
Miguel de Icaza, 1999
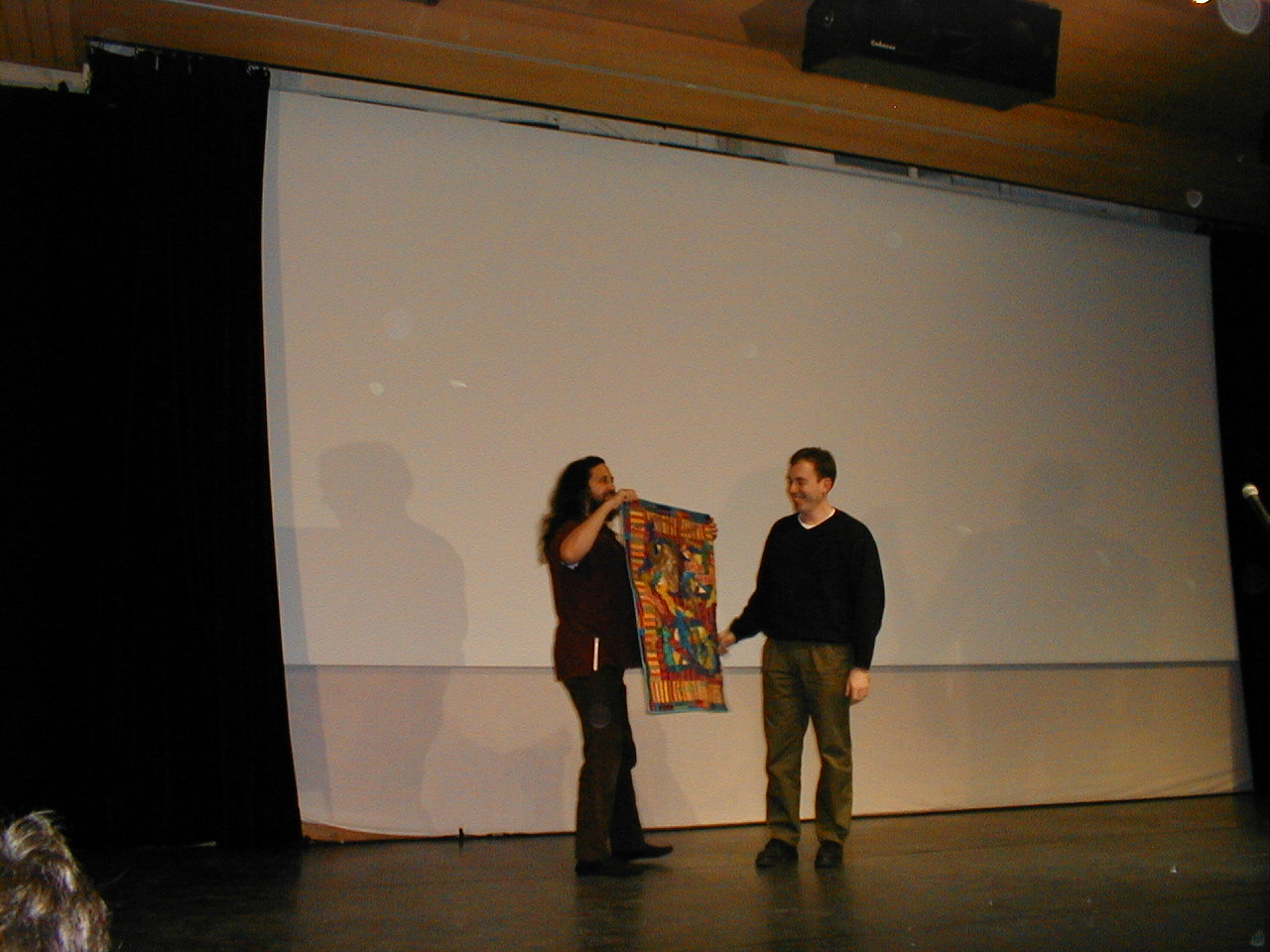
Brian Paul, 2000
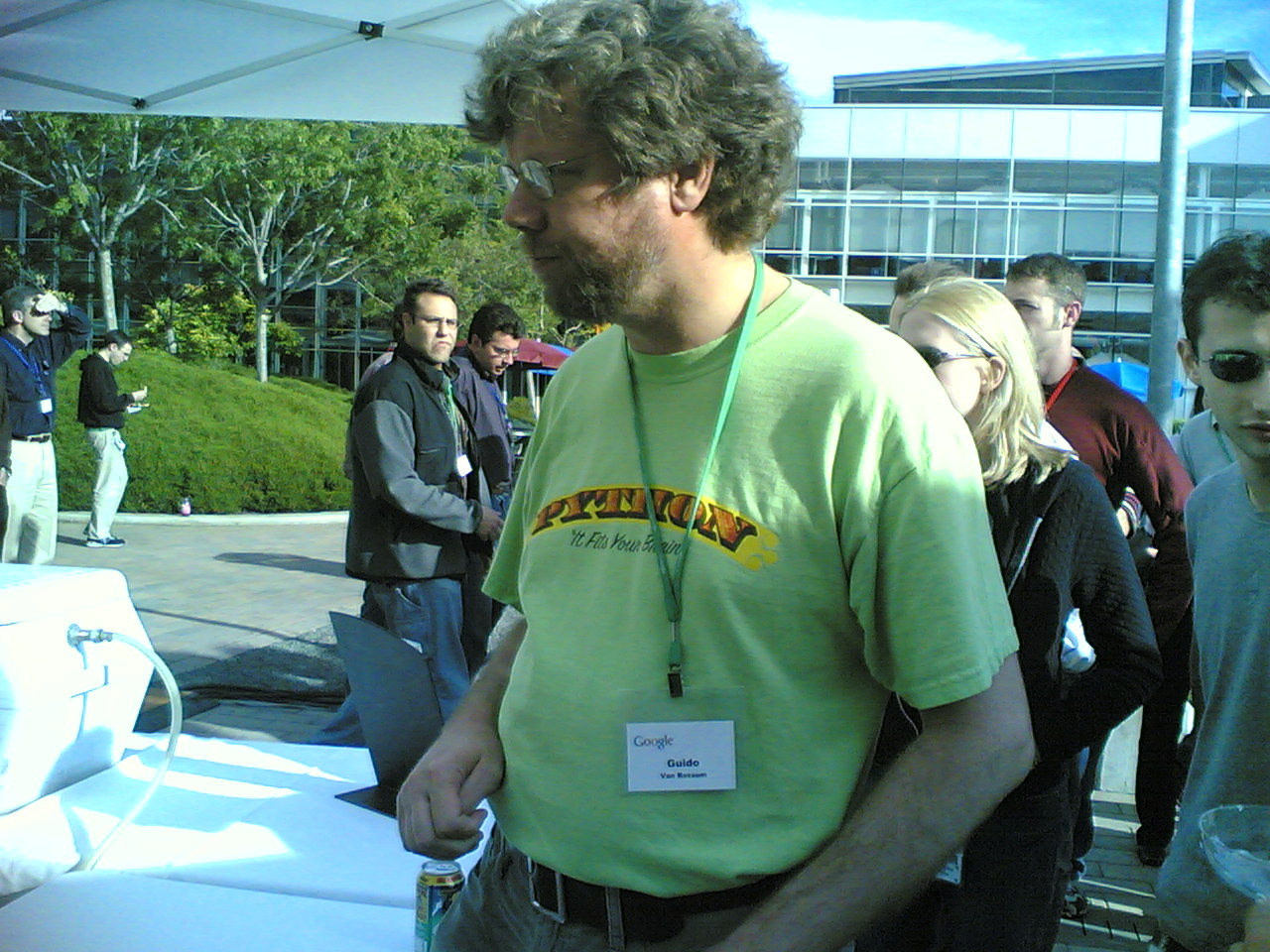
Guido van Rossum, 2001
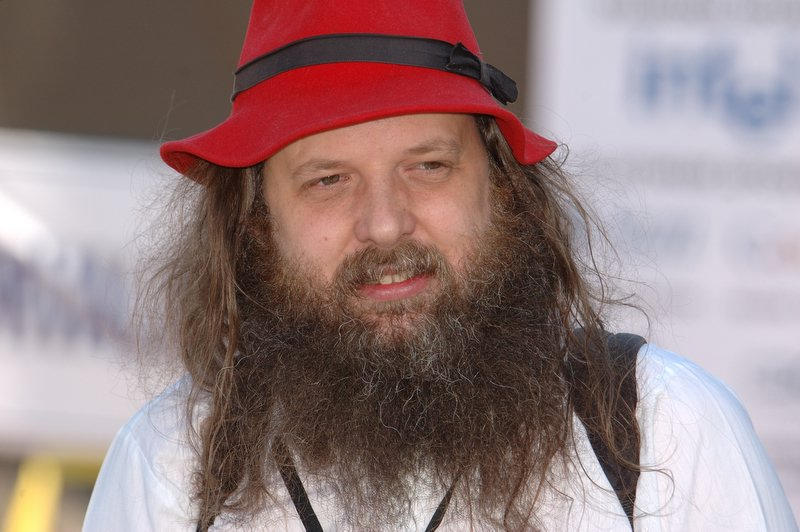
Alan Cox, 2003
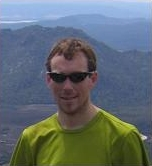
Theo de Raadt, 2004
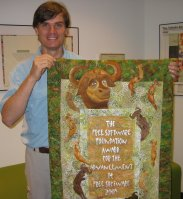
Andrew Tridgell, 2005
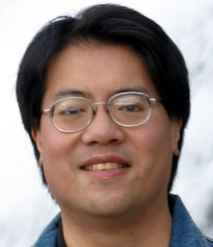
Theodore Ts'o, 2006
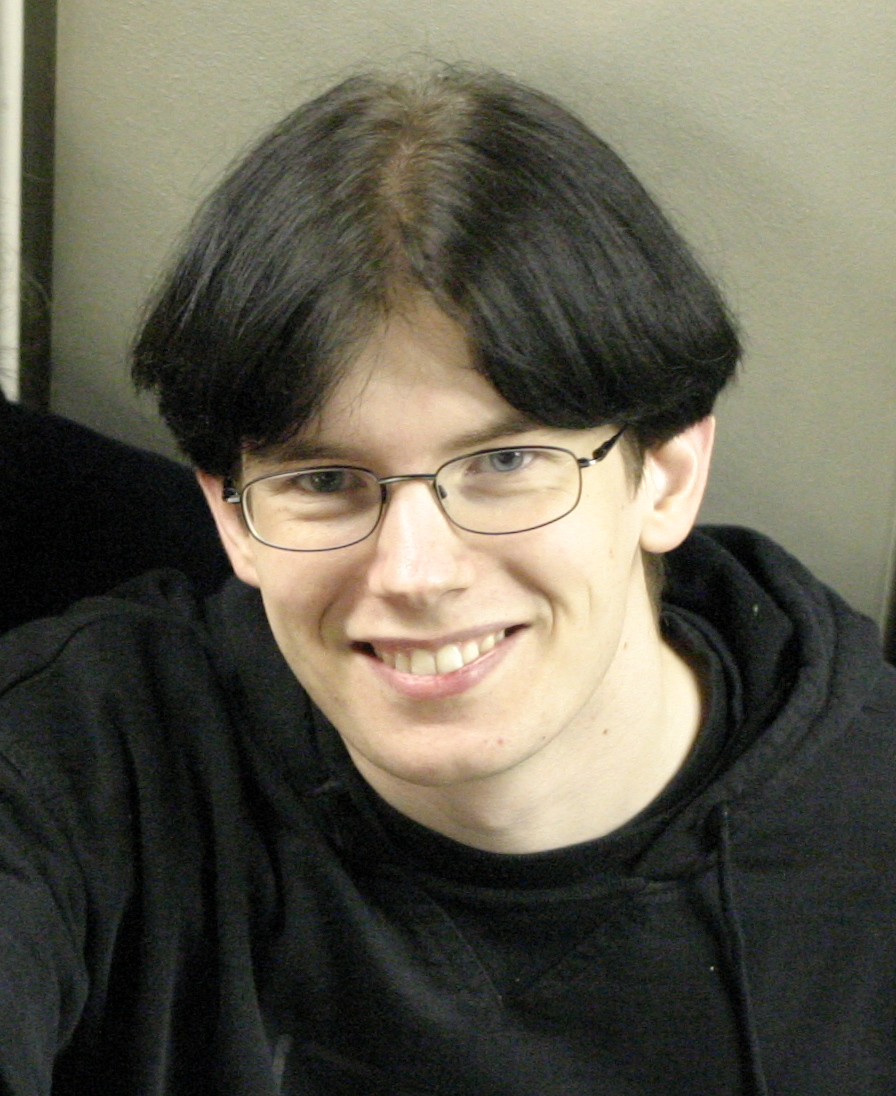
Harald Welte, 2007
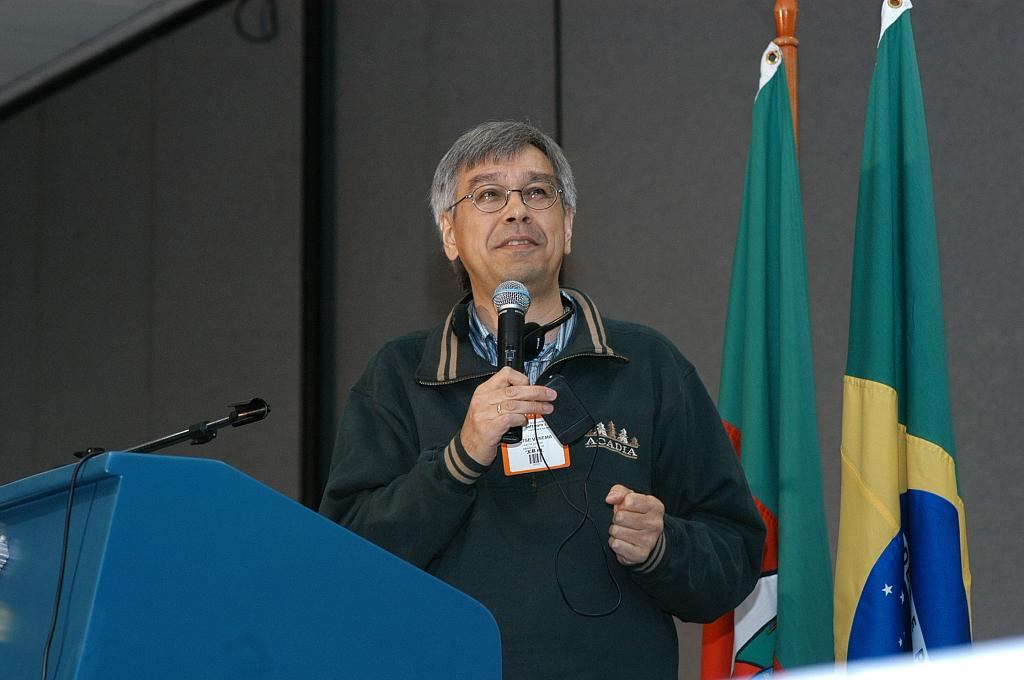
Wietse Venema, 2008
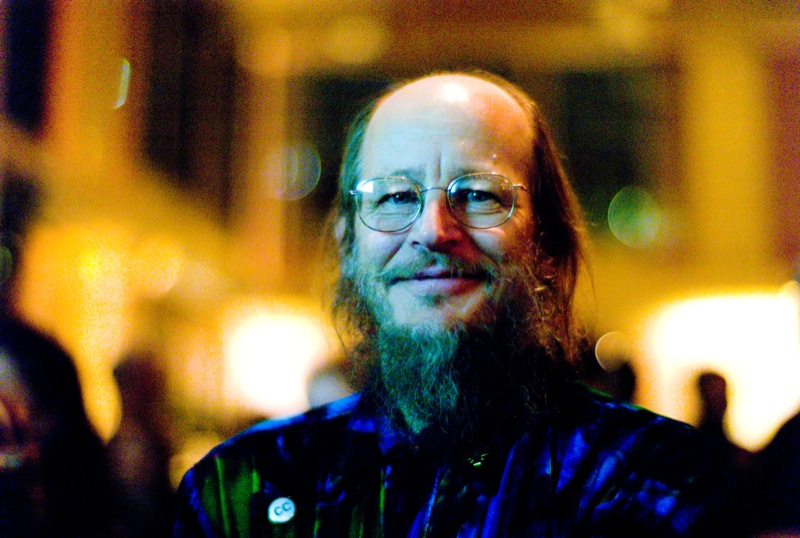
John Gilmore, 2009
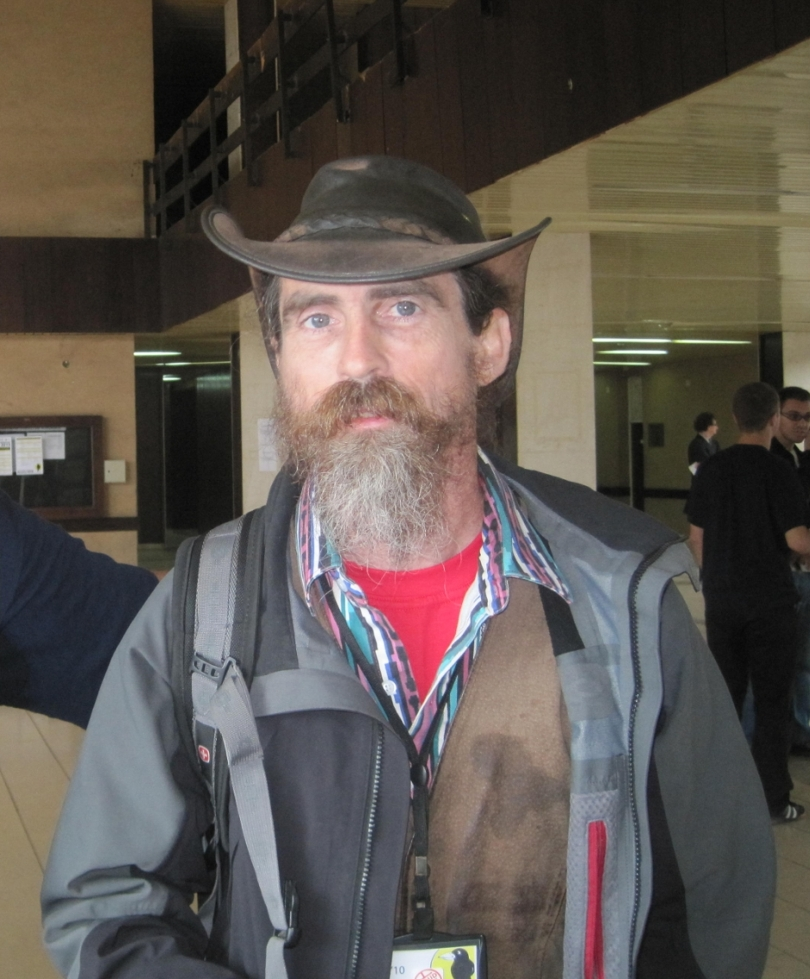
Rob Savoye, 2010
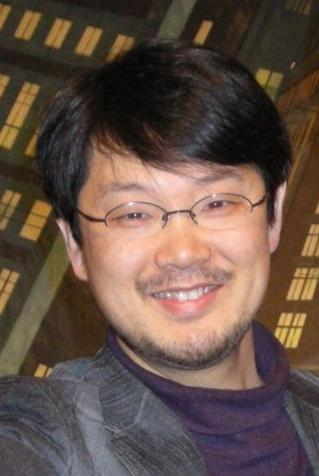
Yukihiro Matsumoto, 2011
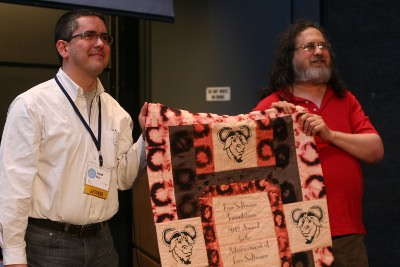
Fernando Pérez, 2012
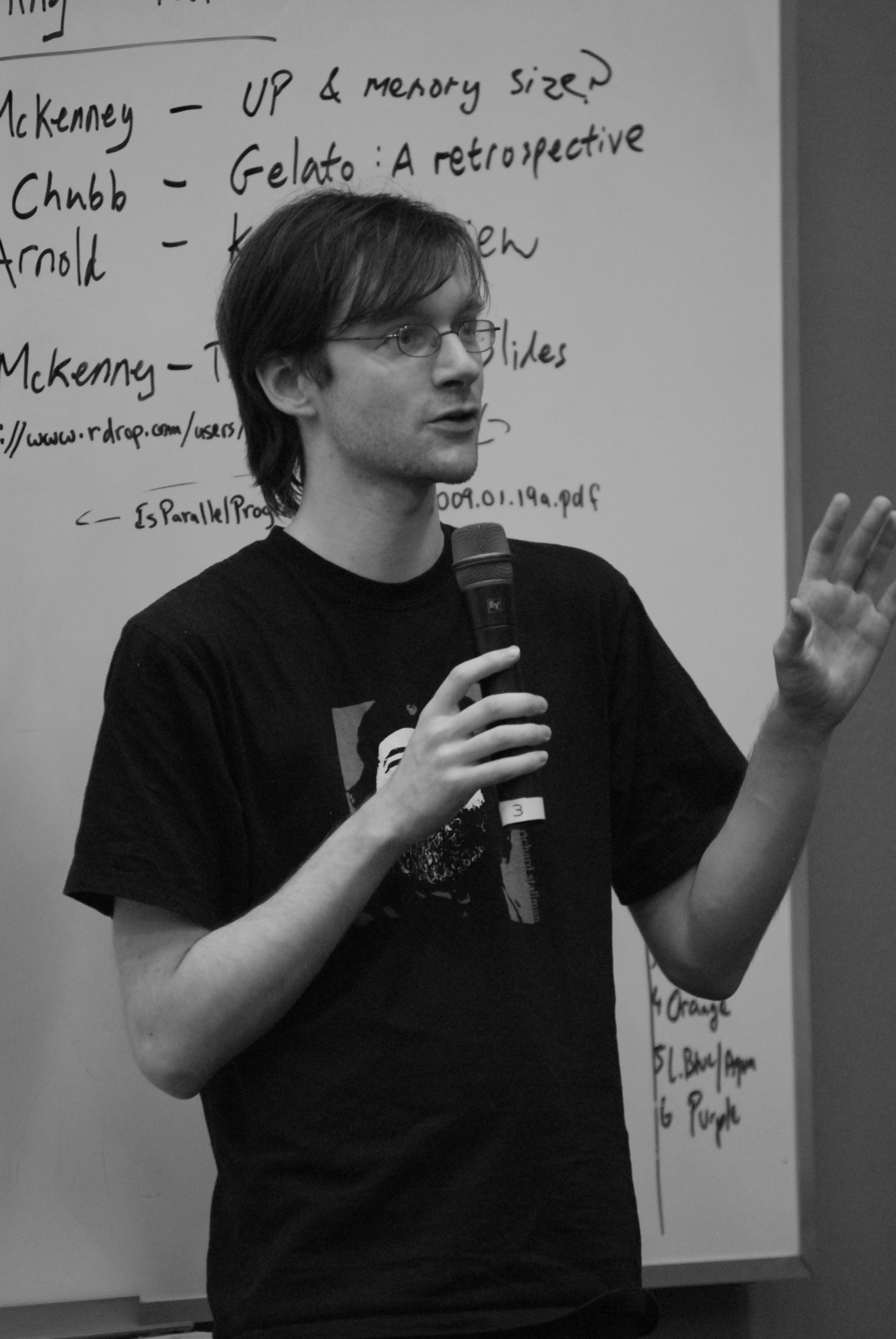
Matthew Garrett, 2013
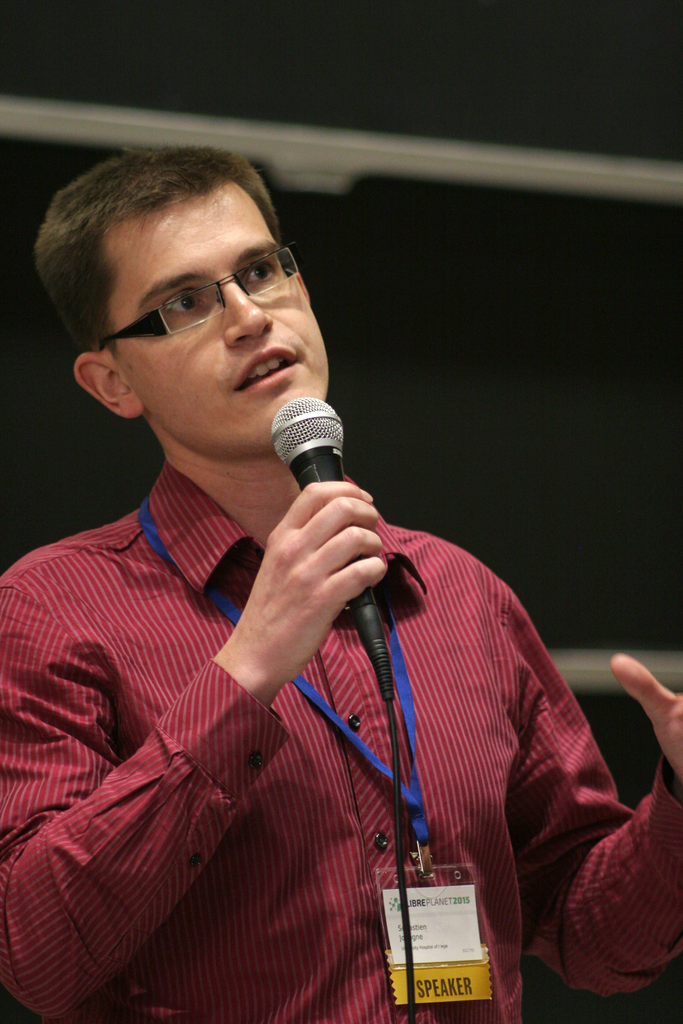
Sébastien Jodogne, 2014
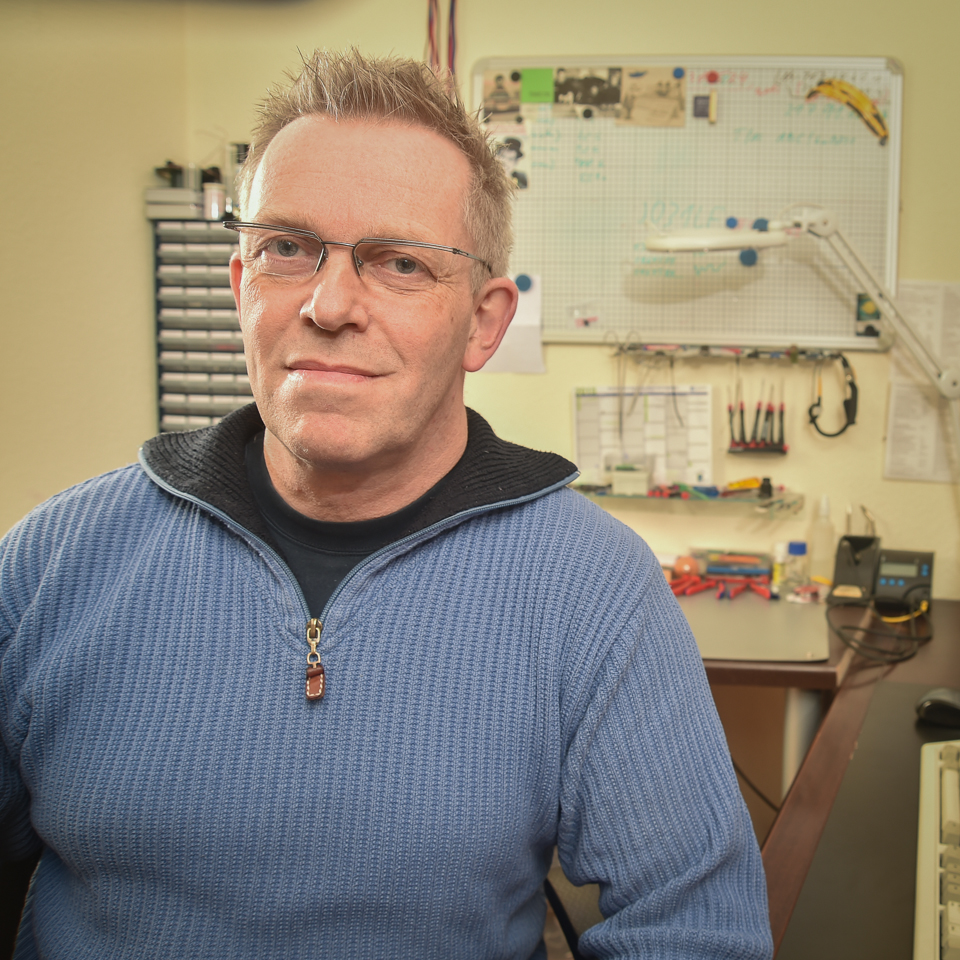
Werner Koch, 2015
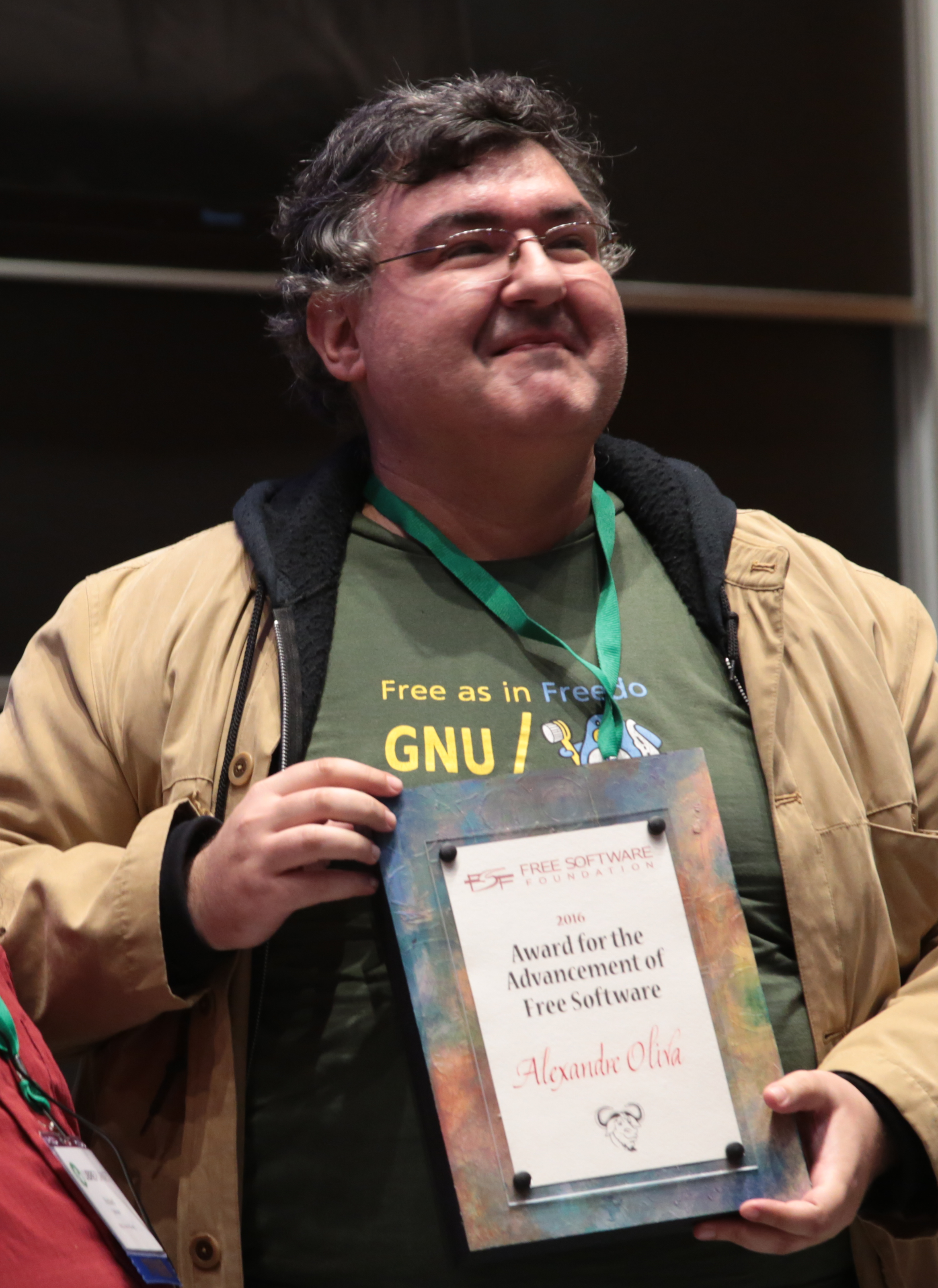
Alexandre Oliva, 2016
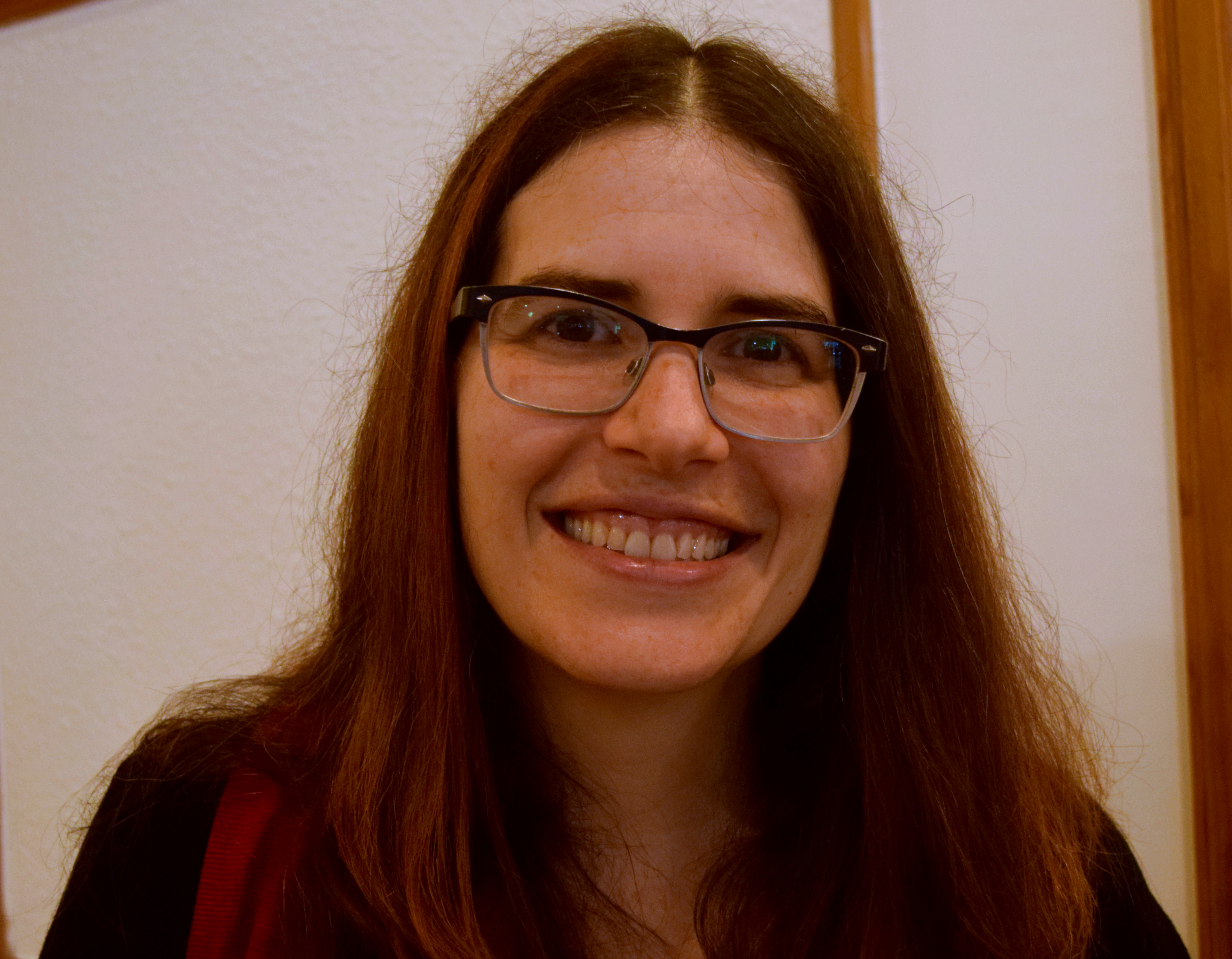
Karen Sandler, 2017
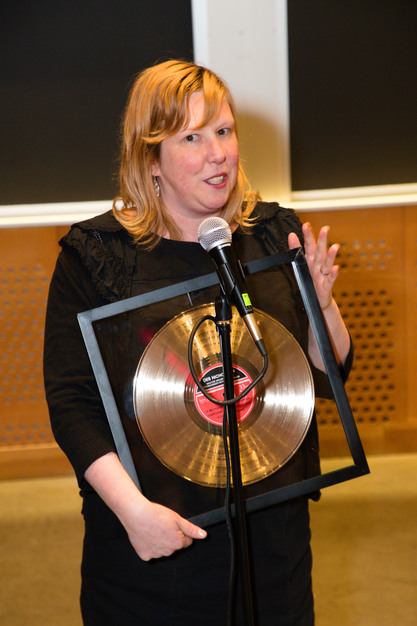
Deborah Nicholson, 2018
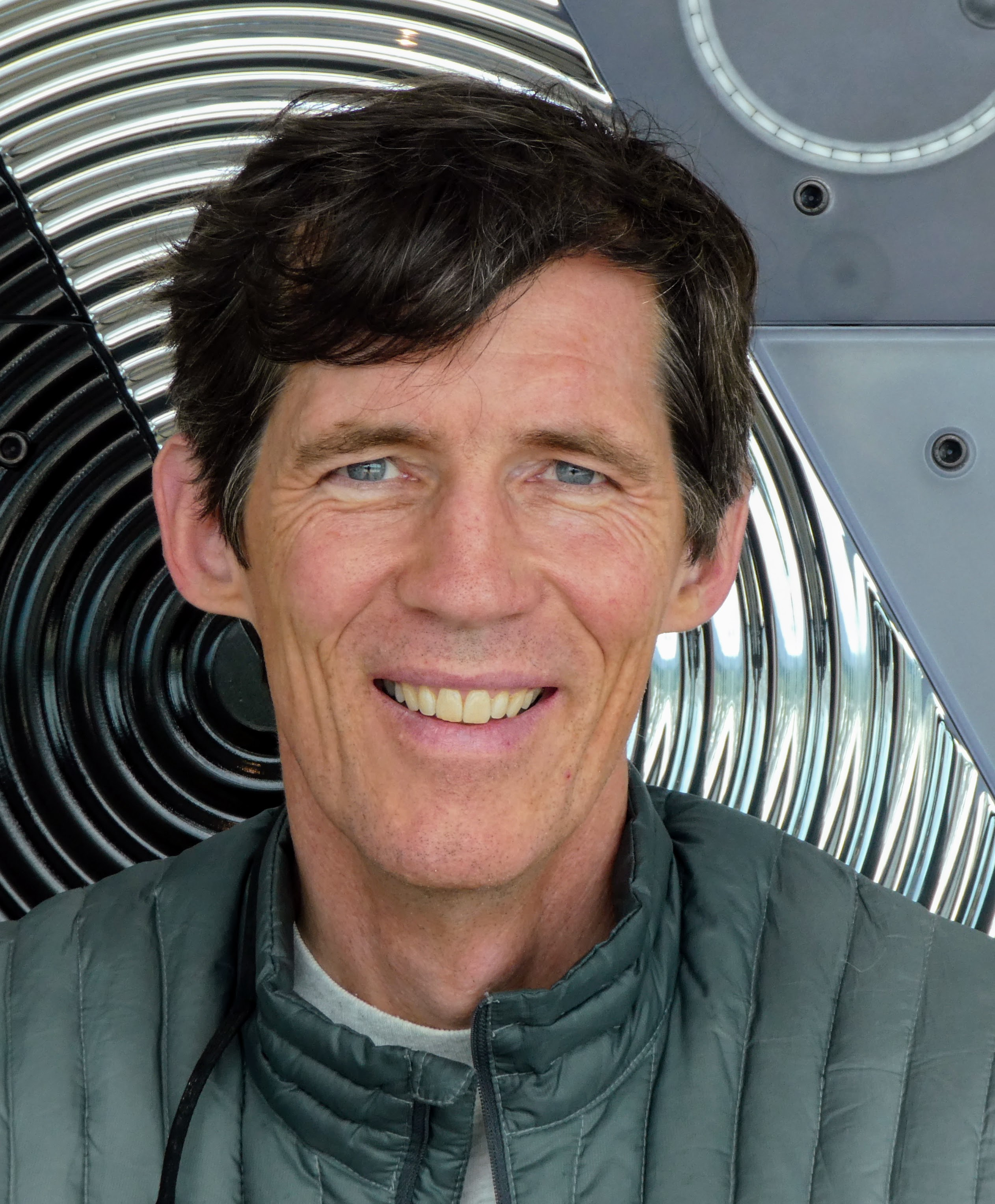
Jim Meyering, 2019
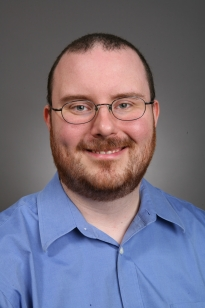
Bradley M. Kuhn, 2020
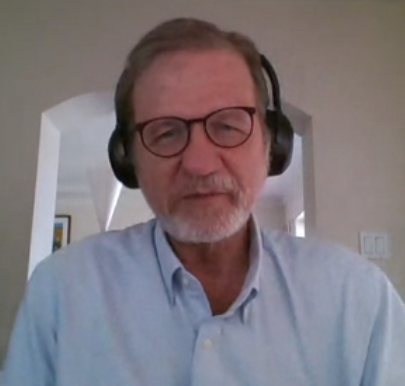
Paul Eggert, 2021

### Prix pour des projets d'intérêt sociétal

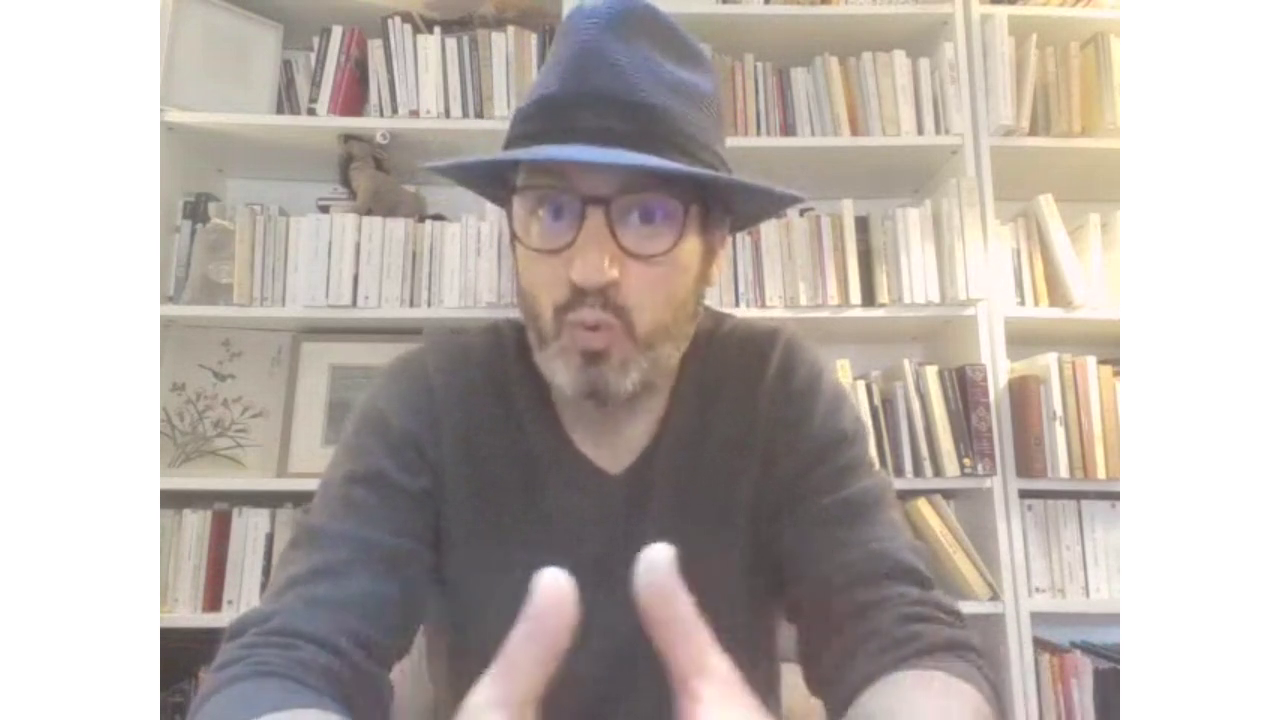
Bastien Guerry acceptant le prix du logiciel libre au nom de la Mission logiciels libres de l'État français (code.gouv.fr)

Le prix du logiciel libre destiné à récompenser des projets d’intérêt général dans la société fut instauré en 2005.
- 2005 : Wikipédia
- 2006 : Sahana Disaster Management System
- 2007 : Groklaw
- 2008 : Creative Commons
- 2009 : Internet Archive[4]
- 2010 : Tor[18],[5]
- 2011 : GNU Health[6]
- 2012 : OpenMRS (en), un logiciel libre d'enregistrement de dossiers médicaux pour les pays en développement[7],[8]
- 2013 : Le programme de sensibilisation pour les femmes de la Fondation GNOME[9]
- 2014 : Reglue (en), une association américaine dont la mission est de recycler des ordinateurs sous GNU/Linux pour les enfants défavorisés
- 2015 : Library Freedom Project
- 2016 : SecureDrop, une plate-forme de communication sécurisée pour la protection des lanceurs d'alerte
- 2017 : Public Lab (en), une organisation américaine fédérant une communauté autour de questions environnementales sur le principe « Do it yourself »
- 2018 : OpenStreetMap[11],[19]
- 2019 : Let's Encrypt[12],[13]
- 2020 : CiviCRM[14]
- 2021 : SecuRepairs[15]
- 2022 : Jami[16]
- 2023 : Mission logiciels libres de l'État français[17]

### Prix du meilleur nouveau contributeur au logiciel libre
- 2019 : Clarissa Lima Borges[12],[13]
- 2020 : Alyssa Rosenzweig[14]
- 2021 : Protesilaos Stavrou[15]
- 2022 : Tad (SkewedZeppelin)[16]
- 2023 : Nick Logozzo[17]

## Composition des jurys
- 1998 : Peter H. Salus, Scott Christley, Rich Morin, Adam Richter, Richard Stallman et Vernor Vinge.
- 1999 : NC
- 2000 : NC
- 2001 : Miguel de Icaza, Ian Murdock, Eric Raymond, Peter H. Salus, Vernor Vinge et Larry Wall, entre autres...
- 2002 : Enrique A. Chaparro, Frédéric Couchet, Hong Feng, Miguel de Icaza, Raju Mathur, Frederick Noronha, Jonas Oberg, Eric Raymond, Guido van Rossum, Peter H. Salus, Suresh Ramasubramanian et Larry Wall, entre autres...
- 2003 : Enrique A. Chaparro, Frédéric Couchet, Miguel de Icaza, Raju Mathur, Frederick Noronha, Jonas Oberg, Bruce Perens, Peter H. Salus, Suresh Ramasubramanian, Richard Stallman et Vernor Vinge, entre autres...
- 2004 : Suresh Ramasubramanian, Raj Mathur, Frederick Noronha, Hong Feng, Frédéric Couchet, Enrique A. Chaparro, Vernor Vinge, Larry Wall, Alan Cox, Peter H Salus et Richard Stallman.
- 2005 : Peter H. Salus, Richard Stallman, Alan Cox, Lawrence Lessig, Guido van Rossum, Frédéric Couchet, Jonas Oberg, Hong Feng, Bruce Perens, Raju Mathur, Suresh Ramasubramanian, Enrique A. Chaparro et Ian Murdock.
- 2006: Peter H. Salus (chair), Richard Stallman, Andrew Tridgell, Alan Cox, Lawrence Lessig, Vernor Vinge, Frederic Couchet, Jonas Öberg, Hong Feng, Raj Mathur, Suresh Ramasubramanian
- 2008 : Suresh Ramasubramanian (Chair), Peter H. Salus, Raj Mathur, Hong Feng, Andrew Tridgell, Jonas Öberg, Vernor Vinge, Richard Stallman, et Fernanda G. Weiden.
- 2009 :
- 2010 : Suresh Ramasubramanian, Peter H. Salus, Wietse Venema, Raj Mathur, Hong Feng, Andrew Tridgell, Jonas Oberg, Verner Vinge, Richard Stallman, Fernanda G. Weiden and Harald Welte.
- 2011 : Suresh Ramasubramanian, Peter H. Salus, Wietse Venema, Raj Mathur, Hong Feng, Andrew Tridgell, Jonas Oberg, Vernor Vinge, Richard Stallman, Fernanda G. Weiden, Harald Welte, and Rob Savoye